# Jean-Pierre Fontenay
Pour les articles homonymes, voir Fontenay.
 (décembre 2024).
Jean-Pierre Fontenay est un pilote automobile de rallye-raid français, né le 24 juin 1957, vainqueur notamment du Rallye Paris-Dakar 1998 au volant d'un Mitsubishi Pajero. 
En tout, Jean-Pierre Fontenay est monté six fois sur le podium du rallye. Il est membre du trio phare de l'équipe Mitsubishi dans les années 1990 aux côtés de Bruno Saby, vainqueur du Dakar en 1993, et Kenjiro Shinozuna, vainqueur en 1997.

## Parcours
Jean-Pierre Fontenay a travaillé (pas seulement comme pilote) pendant treize ans chez Mercedes-Benz puis pendant douze ans chez Mitsubishi.
Après avoir exercé plusieurs fonctions pour ces écuries, il devient, en 1989, pilote officiel pour Mitsubishi. Il courra par la suite en Coupe du monde Tout-Terrain en catégorie T1, et pilotera le Pajero de catégorie T2.
Jean-Pierre Fontenay obtient un premier podium au Dakar en 1991 (3e). 
En janvier 1994, lors de l'étape reliant Atar à Nouadhibou, en Mauritanie, les concurrents font face à un erg infranchissable. Tandis que tous les autres concurrents décident de contourner la zone quitte à recevoir une pénalité, y compris les Citroën ZX d'Auriol et Lartigue, les deux Mitsubishi de Fontenay et Saby tentent de passer. Les deux pilotes et leurs copilotes Dominique Serieys et Bruno Musmarra passent la nuit ensablés dans les dunes et rejoignent le bivouac au bout de 30 heures d'effort, où ils apprennent que l'organisation a décidé d'annuler l'étape. Les deux Mitsibushi doivent abandonner, laissant le champ libre à Pierre Lartigue qui s'impose sur sa Citroën.
Il remporte en 1994 l'Australian Safari, et en 1995 le Paris-Moscou-Pékin, deux épreuves importantes de rallye-raid.
Apres une 4e place au Dakar en 1995, Jean-Pierre Fontenay retrouve le podium (3e) sur les bords du lac Rose lors du Dakar 1996, deux éditions remportées à nouveau par Pierre Lartigue et Citroën.
À la suite de l’arrêt du programme de rallye-raid de la marque aux chevrons, l’équipe Mitsubishi arrive sur le Dakar 1997 en tant que grande favorite, dans un aller-retour inédit entre Dakar et Agades. Le trio Saby-Shinozuka-Fontenay domine la concurrence, représentée principalement par les Buggy Schlesser, les trois pilotes restant quasiment dans les mêmes temps pendant toute l'épreuve. Incapables de se départager sur la piste, et évitant les soucis mécaniques, c'est le directeur de l’écurie Mitsubishi qui décidera de figer les positions à trois jours de l'arrivée, offrant la victoire au pilote Japonais Shinozuka. Fontenay termine 2e, son meilleur résultat jusqu'à présent, quatre minutes derrière le vainqueur. Bruno Saby complète le podium devant Masuoka, Mitsubishi réalisant un quadruplé.
En juin 1997, Bruno Musmarra, son copilote de toujours, décède accidentellement.
C'est aux côtés de Gilles Picard que Fontenay prend le départ du Dakar 1998. Pour sa 15e participation, après avoir dominé l'épreuve, il l'emporte avec près de deux heures d'avance sur Shinozuka et Saby. C'est un nouveau quadruplé de la marque japonaise, et un 3e podium consécutif pour lui dans l'épreuve.
Au Dakar 1999, victime de nombreuses crevaisons en début d'épreuve au Maroc, il devient « porteur d'eau » en soutien de ses leaders l'Allemande Jutta Kleinschmidt et l'Espagnol Miguel Prieto. Il termine 9e, avec plus de huit heures de retard sur Jean Louis Schlesser et son buggy, qui l'emportent.
En 2000, sur un parcours inédit entre Dakar et Le Caire, bien que les Mitsubishi n'arrivent pas à rivaliser en performance avec le buggy de Jean Louis Schlesser et le prototype Mega de Stephane Peterhansel, Jean-Pierre Fontenay obtient un nouveau podium (3e), cette fois ci au pied des pyramides de Gizeh.
En 2001, le Dakar reprend son parcours classique vers le Sénégal et Jean Pierre Fontenay, après des ennuis en début d'épreuve, ne peut participer au match entre Schlesser et son équipier chez Mitsubishi Hiroshi Masuoka. Il termine finalement le rallye en 6e position, mais Mitsbubishi remporte l'épreuve avec Jutta Kleinschmidt.
En 2002, Fontenay termine 4e de l'épreuve, remportée par Masuoka.
En 2003, Jean-Pierre Fontenay participe à  son dernier Dakar en tant que concurrent, sur un tracé atypique entre Marseille et Charm El Cheikh, en Egypte. Ne bénéficiant pas des nouveaux modèles de son écurie, confiés à Masuoka et au nouveau venu Stephane Peterhansel, Fontenay parvient à monter sur la deuxième marche du podium derrière Masuoka, en profitant des malheurs de Peterhansel, qui perd le rallye le dernier jour dans le Sinai alors qu'il avait course gagnée. C'est son 6e et dernier podium sur le Dakar.
Après sa 20e participation au Dakar, en 2003, il se retire du monde de la course. Depuis, il est devenu scénariste de BD humoristiques portant sur le rallye-raid ou le 4x4. Il assure également des fonctions d'organisation pour le Dakar, participant aux reconnaissances d'avant-course en tant qu'ouvreur.

## Résultats
| Saison | Course                        | Copilote             | Résultat |
| ------ | ----------------------------- | -------------------- | -------- |
| 1989   | 11e Paris-Tunis-Dakar         | Bruno Musmarra       | 7e       |
| 1991   | 13e Paris-Tripoli-Dakar       | Bruno Musmarra       | 3e       |
| 1992   | Rallye de Tunisie             | Christian Delferrier | 4e       |
| 1993   | Rallye de Tunisie             | Bruno Musmarra       | 2e       |
| 1993   | Baja Sardaigne                | Bruno Musmarra       | 1er      |
| 1994   | Australian Safari             | Bruno Musmarra       | 1er      |
| 1994   | Coupe du Monde T1             | Bruno Musmarra       | 1er      |
| 1995   | 17e Grenade-Dakar             | Bruno Musmarra       | 4e       |
| 1995   | Paris-Moscou-Pékin            | Bruno Musmarra       | 1er      |
| 1996   | 18e Grenade-Dakar             | Bruno Musmarra       | 3e       |
| 1997   | 19e Dakar-Agades-Dakar        | Bruno Musmarra       | 2e       |
| 1998   | 20e Paris-Grenade-Dakar       | Gilles Picard        | 1er      |
| 1998   | UAE Desert Challenge          | Gilles Picard        | 1er      |
| 2000   | 22e Paris-Dakar-Le Caire      | Gilles Picard        | 3e       |
| 2000   | Rallye du Maroc               | Gilles Picard        | 3e       |
| 2000   | Por las Pampas (Argentine)    | Gilles Picard        | 3e       |
| 2000   | UAE Desert Challenge          | Gilles Picard        | 4e       |
| 2001   | 23e Paris-Dakar               | Gilles Picard        | 6e       |
| 2002   | 24e Arras-Madrid-Dakar        | Gilles Picard        | 4e       |
| 2002   | Italian Baja                  | Tiziano Siviero      | 2e       |
| 2002   | UAE Desert Challenge          | Gilles Picard        | 2e       |
| 2003   | 25e Marseille-Charm el-Cheikh | Gilles Picard        | 2e       |